# Paratyphlotanais mananensis
Paratyphlotanais mananensis is een naaldkreeftjessoort uit de familie van de Typhlotanaidae. De wetenschappelijke naam van de soort is voor het eerst geldig gepubliceerd in 1919 door Wallace.